# Leozinho
Leonardo Caetano Silva (Petrópolis, 5 de dezembro de 1998), mais conhecido como Leozinho, é um futebolista e ex-jogador de futsal brasileiro que atua como ponta-direita. Atualmente joga futebol de campo pelo Athletico Paranaense. 
No futsal, onde atuava como ala, Leozinho atuou profissionalmente por 5 anos, foi escolhido duas vezes o melhor jogador jovem do mundo e chegou a defender a Seleção Brasileira de Futsal.

## Carreira no futsal
Leozinho começou a trajetória profissional de futsal em 2017, pelo Magnus/Sorocaba, único time que defendeu nas quadras, onde em cinco anos, conquistou dois Mundiais de Clubes (2018 e 2019), uma Liga Nacional (2020) e uma Taça Brasil de Futsal (2021).
Em 2019, foi escolhido pela Futsal Awards como o melhor jogador jovem do mundo.
Em 2022, Leozinho deixou as quadras e migrou para o futebol de campo.

## Carreira no futebol

### Hercílio Luz
Em 13 de fevereiro de 2023, o Hercílio Luz anunciou a contratação de Leozinho.
Em novembro do mesmo ano, Leozinho anunciou sua saída do clube. Na sua primeira temporada nos gramados, o jogador fez 22 jogos e três gols pela equipe catarinense.

### Ituano
Em fevereiro de 2024, foi anunciado como reforço do Ituano, para a disputa da Série B do Campeonato Brasileiro.
No fim da temporada, após o rebaixamento do Galo de Itu para a Série C do Campeonato Brasileiro, Leozinho comunicou que não permaneceria no Ituano para a temporada 2025.

### Athletico Paranaense
Em janeiro de 2025, o Athletico Paranaense a contratação do atacante Leozinho. O jogador assinou um contrato válido com o Furacão até o fim de 2026.

## Títulos
Magnus/Sorocaba (Futsal)
- Copa Intercontinental de Futsal: 2018 e 2019
- Liga Nacional de Futsal: 2020
- Supercopa do Brasil de Futsal: 2018 e 2021
- Taça Brasil de Futsal: 2021
- Liga Paulista de Futsal: 2017
- Campeonato Paulista de Futsal: 2020 e 2021

### Conquistas Individuais
Futsal Awards
- Melhor Jogador Jovem (Sub-23): 2019, 2020